# Ifo
Ifo – miasto w Nigerii, w stanie Ogun.